# Buchholzovo relé

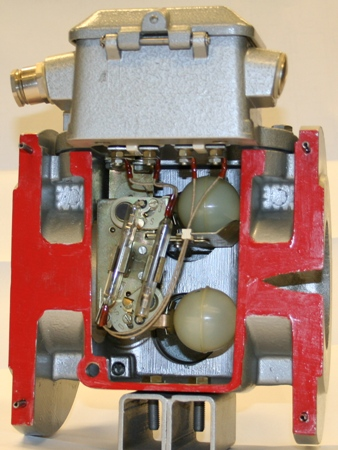
Buchholzovo relé v řezu

Buchholzovo relé respektive plynové relé je specializovaný elektromechanický přístroj (jistící zařízení), které prostřednictvím dvou plováků detekuje přítomnost (hladinu) plynu vyvíjejícího se z olejové náplně výkonového transformátoru. Při prudkém vývinu plynu může druhý kontakt Buchholzova relé (obsluhovaný druhým plovákem) také reagovat prostřednictvím klapky na tlak probublávajících bublinek plynu pocházejícího z přehřátého chladicího oleje transformátoru. Vyvinul jej v roce 1921 elektroinženýr Max Buchholz, na princip přišel když se koupal ve vaně.
Relé se vkládá zpravidla mezi hlavní a dilatační nádobu transformátoru. Má za úkol jistit a signalizovat poruchu transformátoru v případě přehřívání (nadměrného zahřívání) transformátoru v případě jeho větší závady nebo technické poruchy způsobené například zkratem ve vinutí transformátoru. Ale taktéž i při průrazu olejové náplně v transformátoru vlivem zkondenzované vlhkosti, jelikož vlivem tepelné roztažnosti oleje při různých teplotách, ke kterým dochází jednak vlivem okolních teplot (zima - léto) a taktéž vnitřním ohřevem v závislosti na odebíraném výkonu s transformátoru se teplotní rozdíl objemu oleje vyrovnává přes vložené zmiňované plynové relé do expanzní nádoby, která je odvětrána do okolního ovzduší a tím pádem tímto „dýcháním“ náplně se dostává vzdušná vlhkost do oleje, která se zkondenzuje a zhorší elektrickou pevnost oleje. Tento odvětrávací otvor bývá často zakončen průzorovým skleněným válcem, který je naplněn silikagelem, který má za úkol vzdušnou vlhkost pojmout na svůj objem a tím se změní jeho zabarvení a měl by se občas vysušovat dle míry jeho zabarvení. Totéž zhoršení elektrické pevnosti transformátorového oleje a tím pádem jeho průraz a prudký vývin plynů může způsobit zastaralá olejová náplň, která časem „zmýdelnatí“. Náplň lze v mnohých případech regenerovat pomocí pojízdné čističky, kdy není nutno s těžkým transformátorem nijak manipulovat.
Relé plní ještě další doplňkovou funkci: vypnutím či signalizací reaguje na pokles hladiny oleje (vlivem úniku netěsnostmi) podle jejího stavu, což je potřeba správně identifikovat, jelikož trafo do poslední chvíle fungovalo bez závad a udržovalo si teplotou hladinu oleje na provozu schopné toleranci, ale po krátkodobém odstavení a vychladnutí zvláště v zimním období již nešlo uvést do provozu a bylo nutno zvážit, jestli se jedná o poškození trafa nebo ještě raději zkontrolovat stav olejoznaku na expanzní nádobě trafa, kde výška hladiny bývá špatně viditelná vzhledem k výšce umístění na trafu, ale také z toho důvodu, že na vnitřní stěně skleněné trubky bývá usazen povlak z ustálené dřívější dlouhodobé hladiny oleje.
Buchholzovo relé obsahuje dva plováky a prasátko naplněné rtutí. Prasátko při poruše (zkratu) signalizuje:
1. První plovák signalizuje při poruše
2. Druhý plovák aktivuje obvod, jež odpojí transformátor od sítě nebo již odpojený transformátor nedovolí připojit